# Pannonhalmi borvidék
A Pannonhalmi borvidék kis magyar borvidék az Észak-dunántúlon, Győr-Moson-Sopron vármegyében, Pannonhalma környékén. 
Az ültetvények területe 2016-ban 638 hektár, talajuk középkötött vályog, lösz és barna erdőtalaj, helyenként homokfoltokkal. A borvidék a Pannonhalmi-dombság észak-északnyugat – dél-délkelet irányú vonulatának lejtőin terül el.
Klímája a magyar borvidékek mezőnyében közepes. Évi középhőmérséklete 10°C körüli, az évi 2000 napsütéses óra jó napfénytartamnak számít. Az éves csapadék közepes (600-650 milliméter), de eloszlása jó, aszályra nem kell számítani.

## Története
A szőlőtermelés hagyománya szorosan kötődik a pannonhalmi apátsághoz. A magyar szőlőművelést írásban először a Pannonhalmi Apátság alapítólevele említi, mint tized alá eső terményt. Szent László 1093-as pannonhalmi birtokösszeíró levele 88 szőlőművest említ.
A bencések valószínűleg jelentősen hozzájárultak, hogy a környéken elterjedt a szőlőművesség. Ennek elismeréseként a 13. században a király fennhatóságuk alá vonta a térség szőlőműveseit. Albeus mester 1237 körül készült lajstroma szerint az apátsághoz tartozó 90 faluban 256 család volt szőlőtermelő és közülük 173 élt a Pannonhalmi-dombság falvaiban. 
A török hódítás idején a környék elnéptelenedett. Erre vonultak keresztül a nyugatra, Bécs irányába törő török hadseregek. A törökök kiűzése után az ültetvények újra felvirágoztak, és a megélhetés fontos forrásává váltak.
1874-ben pontosan meghatározták fajtákként a tőketerhelést csapra és „csonkásra” történt. Télre takarták a szőlőt, a bakhát magassága 1/2 lábnyi volt. A bakhátat kétszerre bontották le, először metszéskor, majd kötözéskor. A szőlő zöldmunkáira nagyon nagy gondot fektettek. A szüret után a karókat kihúzták a szőlő mellől. Az újtelepítéseknél kiadták, hogy kettő és fél lábnyira forgassák meg és trágyázzák. Válogatott szőlőfajtákat soros irányba ültették.
A nagy filoxérajárvány a 19. század második felében az ültetvények nyolcvan százalékát kipusztította. A járvány után lett a borvidék fő szőlőfajtája az olaszrizling. A borvidék régi nagyságát sosem érte el újra (a filoxéra előtt mintegy 2000 hektáron termelhettek itt szőlőt).
1980-ban lett önálló borvidék.
2011. novemberében jelent meg a „Teremtett Borvidék” című, magyar-angol nyelvű turisztikai könyv (album), amely közel 300 fotóval, átfogóan mutatja be a Pannonhalmi borvidéket.

## Települései
A borvidékhez tartozó települések:
- Écs
- Felpéc
- Győr-Ménfőcsanak
- Győrság
- Győrszemere
- Győrújbarát
- Kajárpéc
- Nyalka
- Nyúl
- Pannonhalma
- Pázmándfalu
- Ravazd
- Tényő

## Talajadottságok
A Pannonhalmi-dombság Győr-Moson-Sopron vármegye déli részén helyezkedik el. Pannonkor végén, de inkább a felsőpliocén elején kéregmozgások indultak meg. Az egységes pannontábla észak-nyugati és dél-keleti irányú vetődési  vonalak  mentén  összetört.  Két  fővölgy  a  Pannonhalmi-völgy  és  a  Tényői-völgy  alakult  ki  és kiemelkedett  három  vonulat  a  Pannonhalma, Ravazd-Csanaki és a Sokoró. A Sokoró  alapjáról,  amelyről beigazolódott, mezozós vagy paleozós kristályos kőzet, illetve mészkő alapja van. Erre az alapra települtek a különféle  pannon  üledéksorok, amelyeknek a valódi vastagsága nagyon változó (főleg homok, homokkő, agyag, részletesebben, kékes-szürkés színű agyag, finomabb és durvább szemcséjű pannóniai-pontusi homok, illetve homokkő). Az üledék-felhalmozódás valószínűleg az alsó pliocénben indult meg a Pannon-tenger sekély vizű parti sávjában, főleg folyóvízi eredettel. Ezek a kőzetek figyelemmel kísérhetők a pannonhalmi Várhegy falu felőli oldalán húzódó horog mentén is, ahol helyenként több méter magas homokkő falakkal találkozhatunk.

## Jellemző szőlőfajtái
- olaszrizling
- rizlingszilváni
- tramini
- Irsai Olivér
- királyleányka
- rajnai rizling
- zefír

Újabban terjed a chardonnay, a szürkebarát, a cserszegi fűszeres, a sauvignon blanc és a zweigelt is. Már jelentős mennyiségben termelnek kékfrankos, cabernet sauvignon, merlot és pinot noir kékszőlőket is.

## Hegyközségei
- Pannonhalmi Hegyközség

## Borászatok
- Pannonhalmi Apátsági Pincészet
- Németh Borház, Pannonhalma
- Cseri Pincészet, Nyúl
- Horváth Miklós, Pannonhalma
- Szemenyei Család Borászata, Nyúl
- Tar Pincészet
- Babarczi Szőlőbirtok, Győrújbarát
- Hangyál Pincészet, Nyúl
- Pincekultúra, Győrújbarát
- Pécsinger Szőlőbirtok - Pincészet
- Ács Pincészet, Győrújbarát

## Külső hivatkozások
- A Pannonhalmi Borvidék hivatalos honlapja
- a mi borvidékünk – borvidéki borbolt Archiválva 2021. november 12-i dátummal a Wayback Machine-ben
- Paperdői Borudvar
- Pannonhalmi Borvidéki Bor-Promóciós Kft. – ... a Pannonhalmi Borvidékért, nem csak a Pannonhalmi Borvidéken!
- Pannonhalmai borvidék.lap.hu - linkgyűjtemény
- https://boraszat.kormany.hu/download/9/39/62000/PANNONHALMA_termekleiras.pdf